# Machaonia coulteri
Machaonia coulteri är en måreväxtart som först beskrevs av Joseph Dalton Hooker, och fick sitt nu gällande namn av Paul Carpenter Standley. Machaonia coulteri ingår i släktet Machaonia och familjen måreväxter. Inga underarter finns listade i Catalogue of Life.